# 德国国营铁路243型电力机车
德国国营铁路243型（德語：DR-Baureihe 243）及212型电力机车（德語：DR-Baureihe 212）是德国国营铁路根据试验性样机212 001号机车概念开发的一个通用型电力机车系列，按其应用领域可适用于所有类别的列车牵引任务。在德国铁路股份公司中，这些电力机车被定型为143型及112型，而首批出厂的112型现已被定型为114型。

## 研发

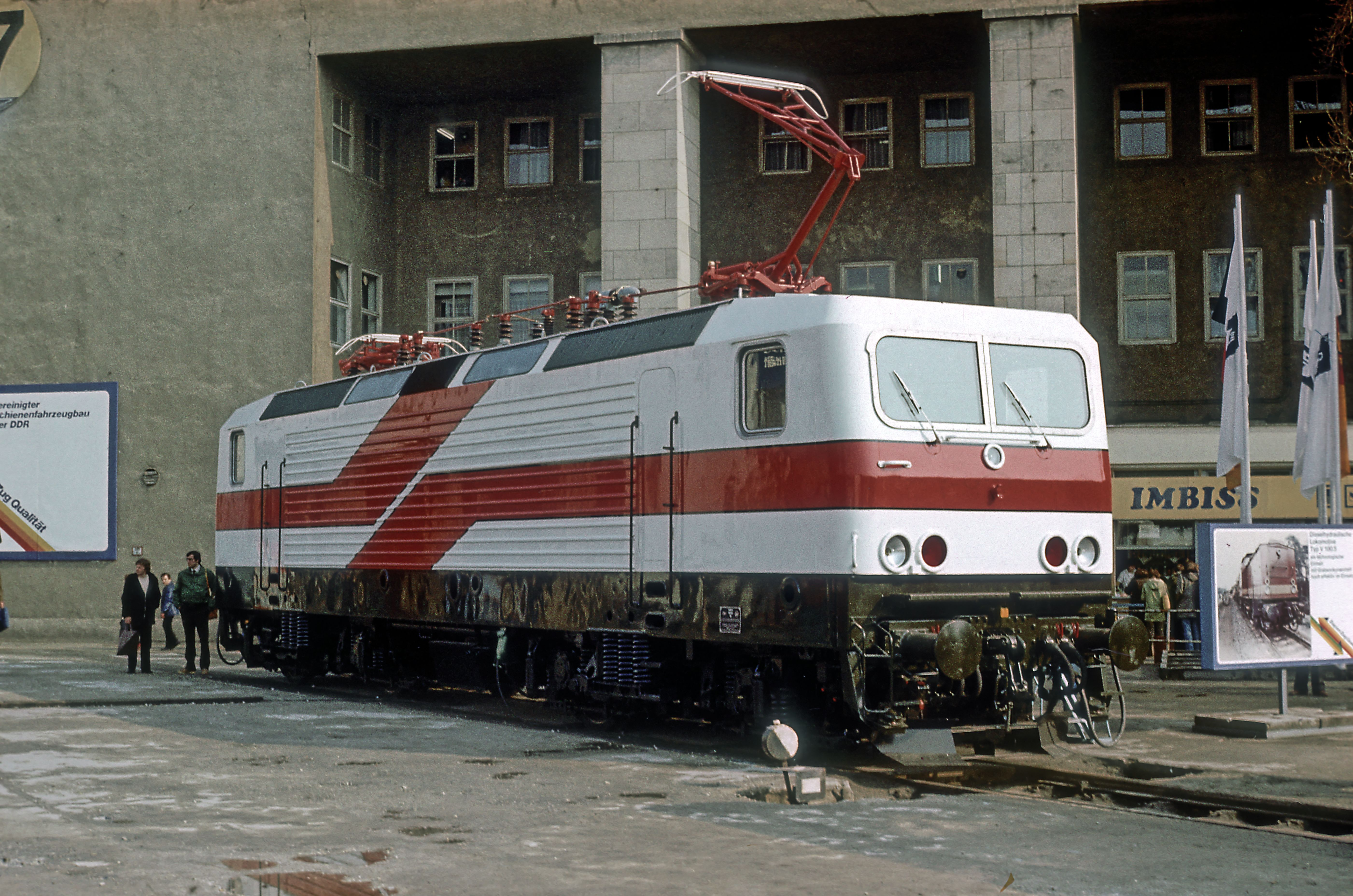
在1982年莱比锡春季博览会中展示的212 001号原型车

自1976年起，由于石油价格的再次上涨，来自东德的德国国营铁路开始加快铁路电气化的推进速度，而在十年前它们仍完全依赖由苏联引进的内燃机车运营。作为东德唯一的电力机车制造商，人民企业亨尼希斯多夫汉斯·拜姆勒电力机车厂被授予了生产订单，开始在已成熟的中型货运机车250型的基础上，开发一款重量更轻、技术更现代的四轴版本机车，以用作客运及中型货运服务。新机车机械部件的设计和制造均在亨尼希斯多夫完成，电动机则由德累斯顿的人民企业萨克森工厂提供。
首台原型机212 001-2号机车在1982年的莱比锡春季博览会中首次向公众展出。机车以其极具吸引力的外观（白底红纹）而广受参观者们的好评，并因此获得了“白娘子”（Weiße Lady）的昵称。博览会结束后，德铁开始在哈勒机械测试开发总局对机车进行140公里/小时的高速测试，但其设计时速可高达160公里/小时。随后，机车在德绍中修车间进行试验性拆解，并修改了齿轮传动比，并在1983年10月14日重新编号为243 001-5号机车。通过对传动比进行修改，机车的牵引力可获得显著提升，但最高速度却减低为120公里/小时。

## 批量生产

### 243型

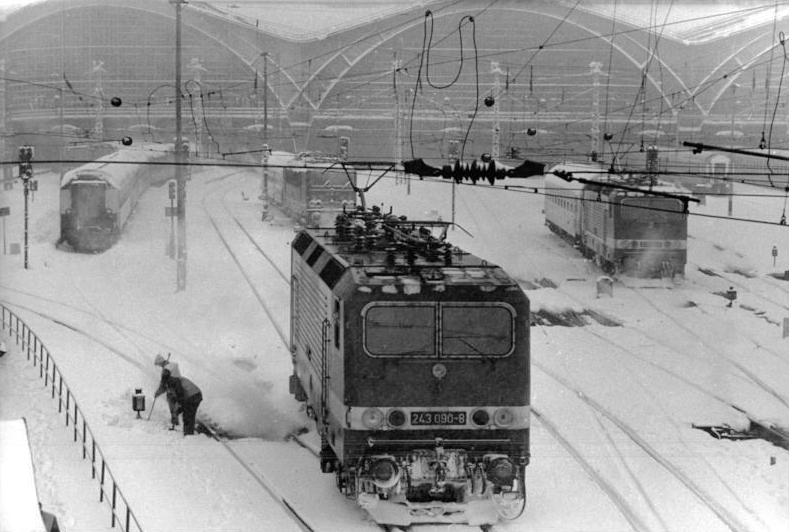
243 090号机车于莱比锡中央车站（1987年）

在1984年，德国国营铁路的铁路网络除了哈勒-克滕的测试线路外，再没有其他的线路能够以120公里/小时以上的速度运行，因此它们率先采购的是通用型机车243型。首批20台机车在1984年交付，1985年又交付了80台，1986年交付了100台、1987年交付了110台和1988年交付了114台。至1989年底，第500台机车亦交付使用。
1987年以后生产的机车（运营编号在300号以上）配备有符合空气动力学设计的车头，能有效降低由空气阻力产生的5%左右能耗。112.0型和112.1型也建有这款头型。
1988年以后生产的243.8型机车则安装了多机控制装置，以使其能够牵引多单元列车运营。随后至1990年12月，又有109台不含多机控制装置的机车交付使用，从而使德国国营铁路的243型机车数量达到636台。而随着243 659-0号机车在1991年1月2日出厂，它也成为最后一台投入运营的243型机车。
随着两德统一后新联邦共和国带来的经济、货币和社会联盟改革，前东德的铁路货运几乎陷入瘫痪，因此大量的243型机车只能闲置在停放线上。自1990年8月起，243 922-2号机车，即后来的143 922-3号机车被租赁至瑞士东南铁路（1995年以“迫切需求”为由返回德国铁路）；而其余机车则开始由德国联邦铁路送往弗赖堡及杜塞尔多夫进行验证测试。

### 143型
在243型机车通过德国联邦铁路的验证后，有越来越多的同型机车在未来几年内陆续来到德国旧联邦州，在当地首先投入黑森林铁路、霍伦塔尔铁路以及自杜塞尔多夫开行的莱茵-鲁尔S-Bahn和自多特蒙德开行的货运列车服务。随着德国国营铁路和德国联邦铁路在1994年合并为德国铁路，前者原有的机车车辆可以得到更为自由的应用，因此243型机车如今可以在德国西部的许多线路中找到。而在同时启用的新命名系统中，243型机车被重定型为143型。
原212 001号机车则仍为亨尼希斯多夫电力机车厂所持有，并在1982年至1984年的试运行结束后开始为德国国营铁路执行各种对比和测试任务。如今的143 001号机车主要对应的是配属德绍中修车间的量产机车，但它仍然保留了在机械舱斜顶的窗口样式。自2000年起它由所持有，并采用该公司的红/银色配色方案；自2008年起，它又采用橙色的企业涂装，并漆有新的持有者名称安赛乐米塔尔。

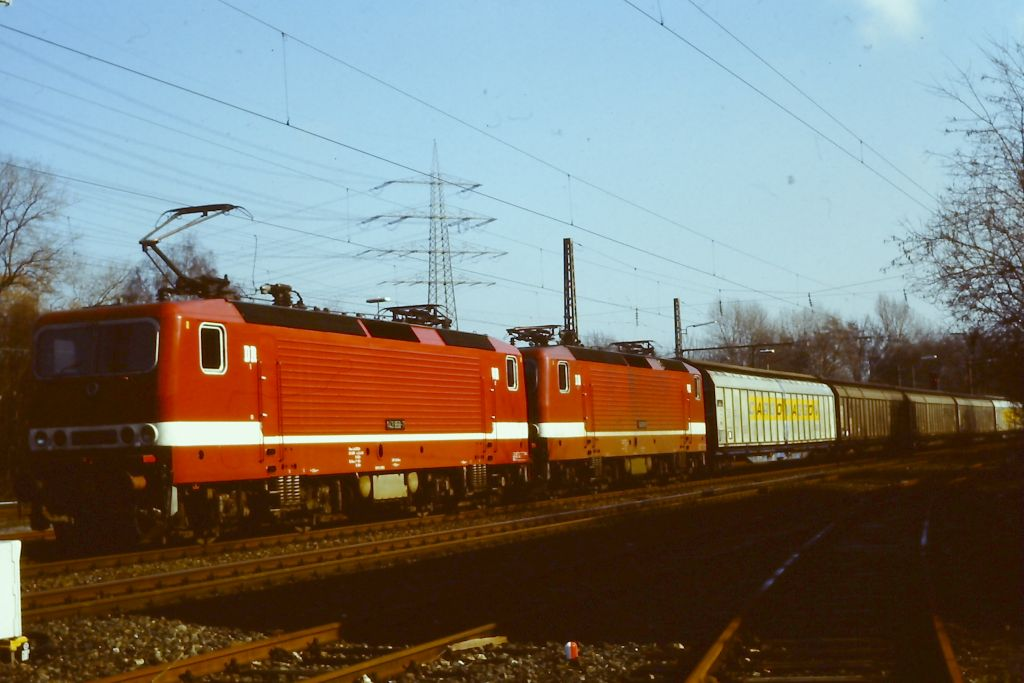
两台仍带有德国国营铁路标志的143型机车牵引货列于盖尔森基兴（1993年）
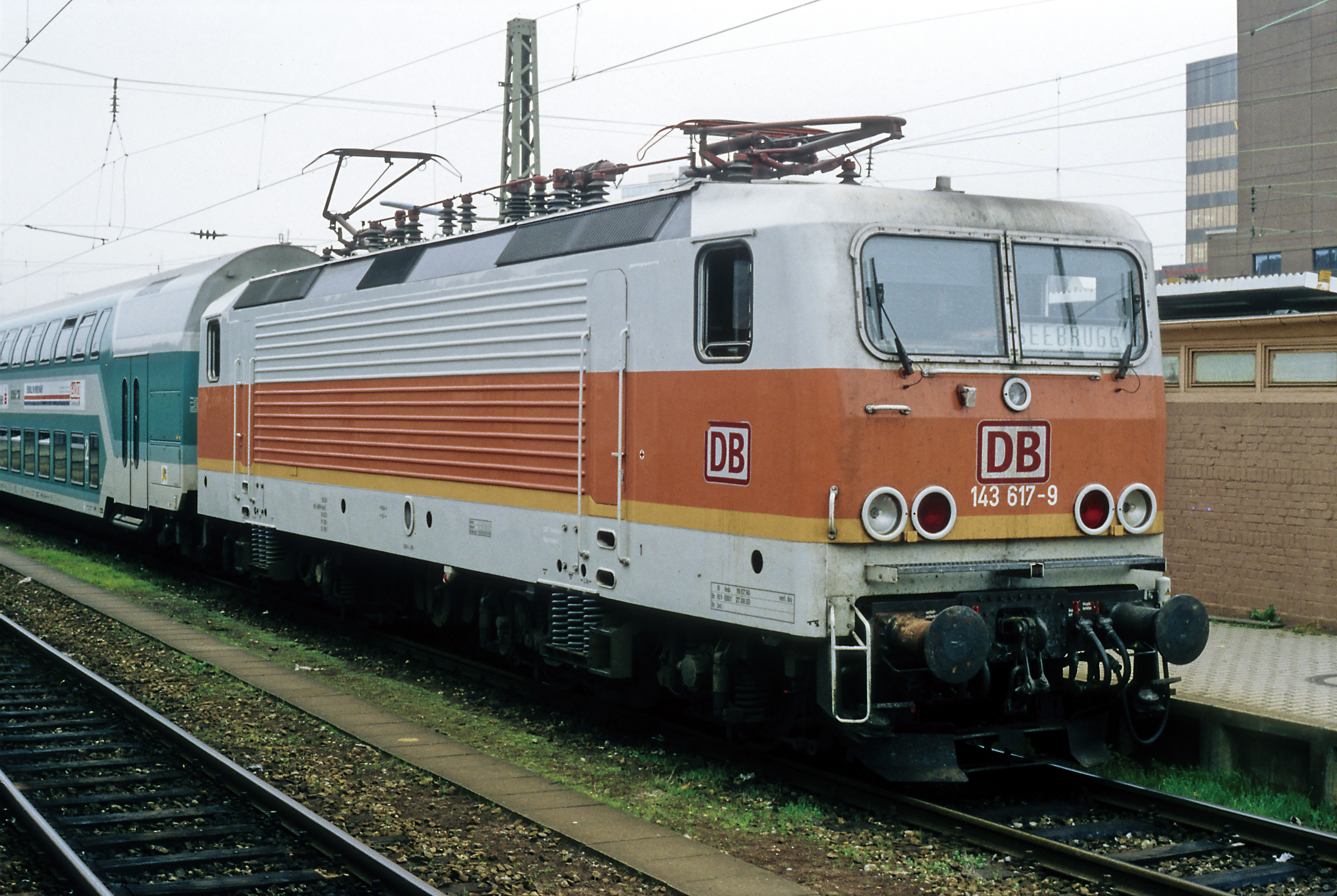
采用S-Bahn涂装的143型机车
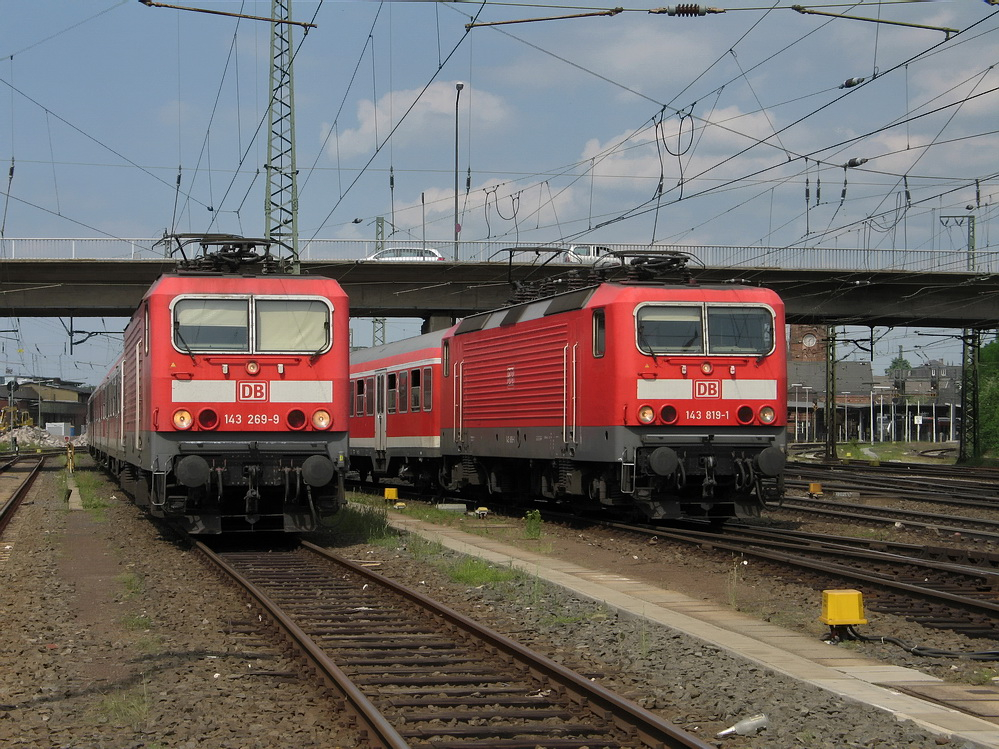
不同车顶斜面造型的143 269号及143 819号机车
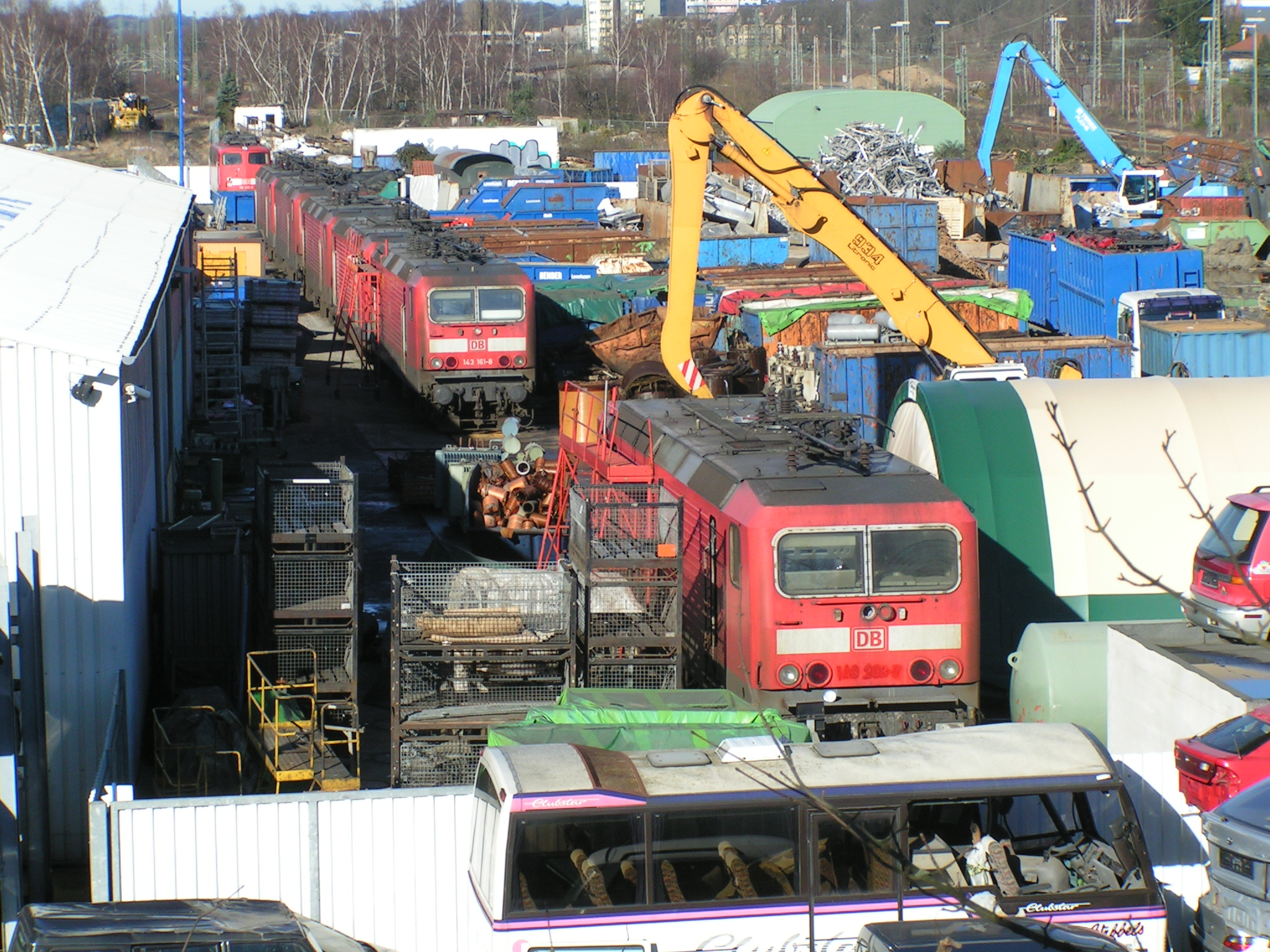
正在进行报废拆解的143型机车

有19台通过货运验证、带有现代化多单元列车控制系统ZDS的143型机车由德铁区域运输售予了位于格拉德贝克的铁路子公司RBH物流（原鲁尔煤炭公司）。另有6台机车则被位于梅泽堡的铁路子公司购入，这些143型机车（原179、204、257、344、851和864号）都被后者按MEG 601-606的序列进行重新编号。
截至2013年中期，已有220台143型机车报废。部分原因是机车采用的轻量化结构并且缺乏防撞优化设计，使得即便是轻微的撞击损伤都会令车体折弯及框架变形。这些状况加速了机车的完全报废和随后的拆解。而对于相对较低的运行速度和缺乏再生制动设备，则需要通过新的招标进行改进，目前已有多种招标方案提出。然而，机车仍然缺乏一些可供替换的零部件。复杂的电子设备将部分在东欧生产，并在它们相继投入使用后实现机车的现代化更新。

### 212型/112型
由于德国国营铁路始终资金短缺，通往西柏林的过境铁路的扩建及电气化改造工程均由联邦德国提供经费，因此部分路段在经过改造后自1991年起的运行速度可达120公里/小时以上。然而，德国国营铁路却没有相对应的快速机车可用，它们必须对此进行重新采购。当局此时回想起最初212型的设计时速即是160公里/小时。于是，在4台样机（212 002号至212 005号，001号的序列号因被243 001号机车曾用的212 001号占用而不再重新使用）完成测试后，有35台批量生产的112型机车（运营编号使用112 006号至112 040号）被交付使用。当局原本计划将亨尼希斯多夫电力机车厂研发的另一款时速达160公里/小时的德国国营铁路252型电力机车用作快速客运服务。但考虑到243型的技术在多年来已日趋成熟，并且四轴电力机车将成为未来的趋势，当局最终决定采购212型。首批出厂的35台212.0型机车（1992年后改为112.0型）最初被立即以160公里/小时的速度运用在经过改造的柏林-德累斯顿铁路上。
随后，112型机车意外的成为了两德统一的一个象征，因为这是第一款两德铁路部门都购置的电力机车。人们普遍认为，德国国营铁路和德国联邦铁路各向AEG（AEG此时再次接管了其于1946年被没收的亨尼希斯多夫工厂）订购的45台112.1型机车在质量上会略有改善。而此举的目的主要是基于就业政策扶持亨尼希斯多夫的生产，因为联邦铁路更青睐于采购时速高达200公里/小时的高速及通用型机车作为现有三相交流电技术的120型机车的后续机型。

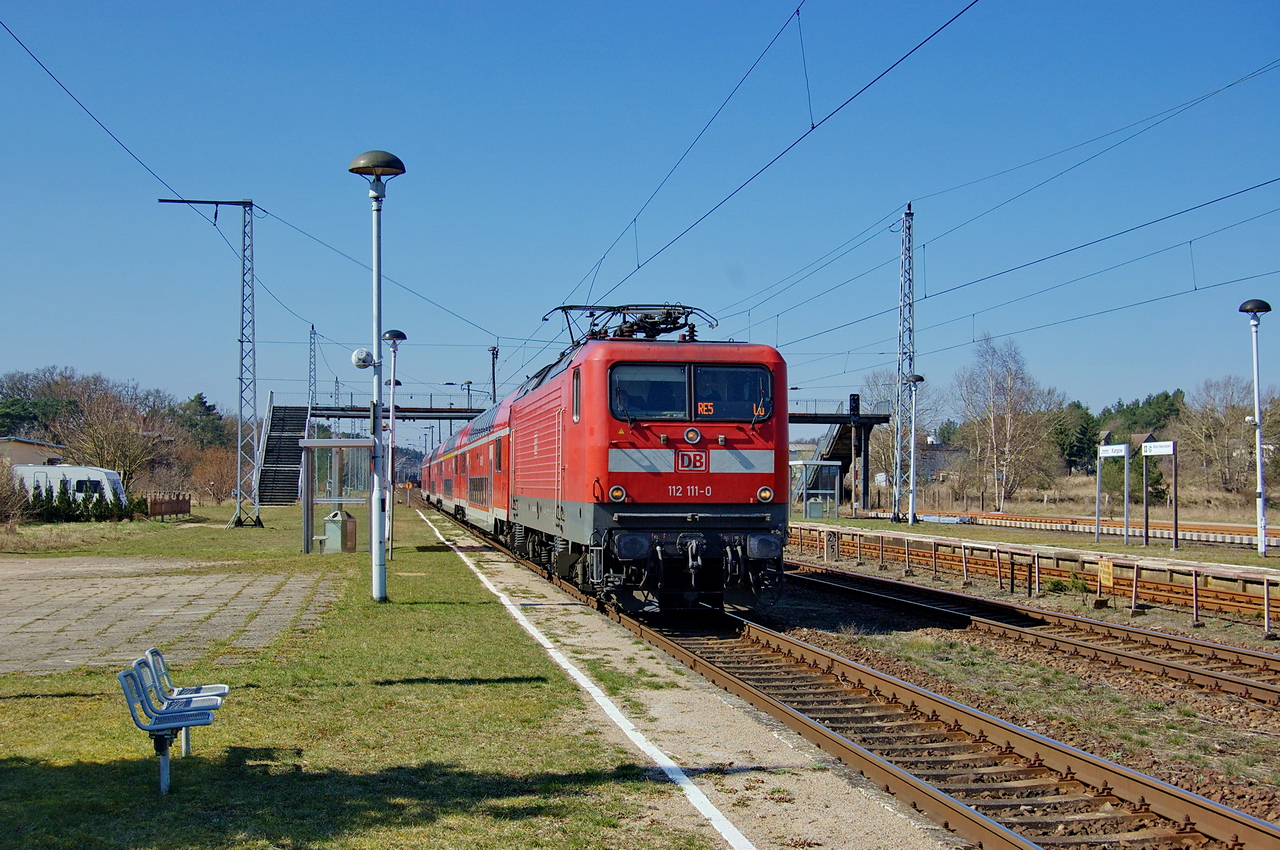
112.1型机车于卡尔戈

112.1型在外观上不再采用以往的照明设备。取而代之的是较大且独立的前照灯，且示廓灯采用较小的挂灯。尾灯照明被集成在示廓灯内。此外，112.1型从一开始便全部标配线状列车控制装置。
自2001年1月初起，90台112型机车因为偏航阻尼器悬挂出现裂缝而不可用作高品质的客运服务。其最高速度被限制为140公里/小时，并对所有的偏航阻尼器进行检查。此外，阻尼器的审核也被规定作为机车常规维护的一部分。至2001年1月底，首批机车恢复了160公里/小时的最高速度。
112型机车在克服了一些细节问题后，主要运用于新设立的区际列车类别，但偶尔也会牵引一些城际列车班次。而随着区际列车类别的撤销，以及区域快车网络逐渐进行140至160公里/小时的速度能力的改扩建，这些机车如今主要分布在区域运输中。因此，德铁长途运输自2004年1月1日起将其所有的112.1型机车移交至德铁区域运输，期间又有3台同型号机车返回长途运输服务（与5台120.2型机车交换）。

### 114.0型

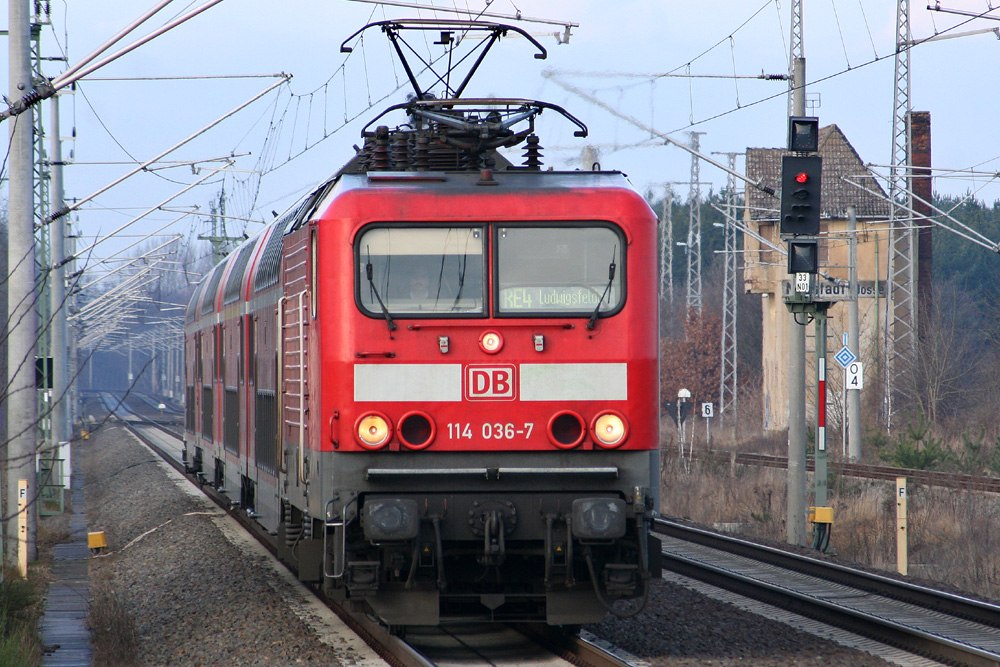
114 036-7号机车

全部38台112.0型机车在2000年4月1日被重定型为114.0型，这是由于这批机车从此配属德铁区域运输，但用作长途运输的112.1型机车依然存在，当局因此希望避免对两个系列以及短途及长途运输之间造成混乱。112.1型机车在随后也被移交至德铁区域运输，但它们并没有被重定型为114型。此外，112.0型和112.1型之间还有一些细节差异，类似的情况也存在于143型的变体之中。

### 114.1型及114.3型
大量的143型机车被运用至短途客运。特别是在长距离、停站少的区域列车和区域快车服务中，客车车厢通常被批准以140或160公里/小时的速度运行，机车原本120公里/小时的速度上限则成为了一项障碍。为了对结构近似、使用年限较长的112.0型（114型）机车进行淘汰，当局在2006年决定使用140公里/小时的110型快速机车，并对部分143型机车进行140公里/小时甚至160公里/小时的改造。
143 171号机车首先被改造为114.101号机车，并批准获得了160公里/小时的最高速度。作为改造的一部分，原有受电弓被更换为较新的SSS 87型，它配备有珩磨条防断监控装置。列车保护装置系统和制动系统均能适应更高的速度，防滑软件作出了相应修改并对前窗进行了强化。同时，牵引电动机齿轮与大齿轮之间的机械效益也已改变。此外，还在机车车体和转向架悬挂之间安装了阻尼器。这款机车被重定型为114.1型。
第二项改造是将143 120号机车转换为114.301号机车，并批准获得140公里/小时的最高速度。其机械效益也被修改，并配备额外的阻尼器。这款机车被重定型为114.3型。如今这台机车已再次使用其原本的运营编号。
经过改造的两台机车除了进行纯粹的测试运营外，也在马格德堡地区牵引常规定期班次。机车升级至160公里/小时的金额成本约为30万欧元，明显便宜于升级至140公里/小时的48万欧元成本。出于这个原因，只有1台机车继续提速至140公里/小时，2007年则开始对其它机型进行改造。
除此之外，在特里尔也有一些进行过140公里/小时改造的114.3型机车，但是它们仍然使用143的型号，并仅按120公里/小时的速度运营。联邦铁道部也从未对这部分机车发放过140公里/小时的许可。德国铁路方面则已不再大规模推行140公里/小时或160公里/小时的改造。

### 755型

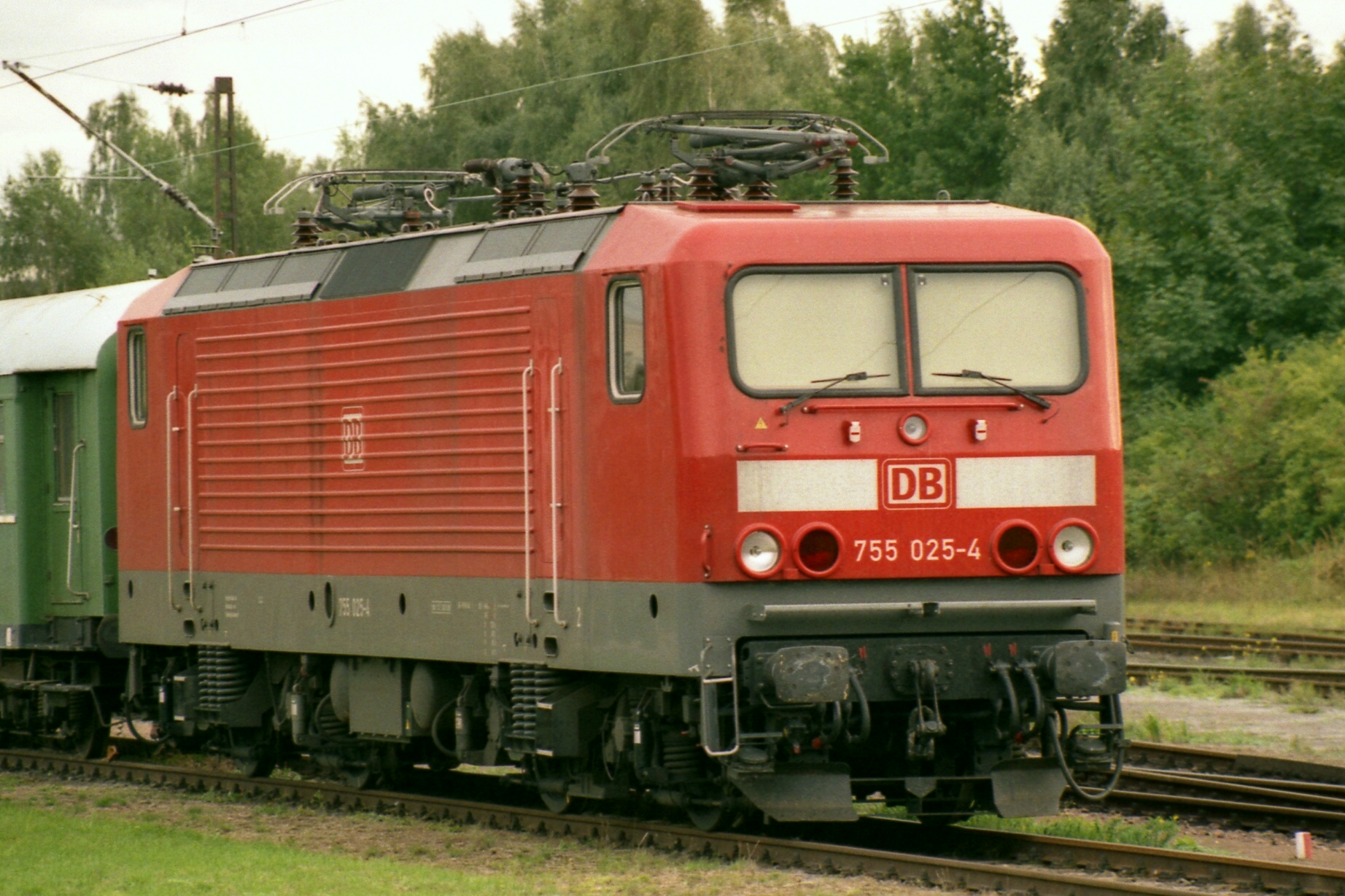
755 025号机车于德绍（2001年）

由于哈勒机械技术中央局（即原哈勒机械测试开发总局）需要一台用做测定和试验运行的快速电力机车（原E18型实验机车已不再符合严格的要求），因此它们自1992年起调用了112.0型的112 025号机车，并重定型为755 025号机车。如今这台机车的运营编号已改为114 501号。

## 构造

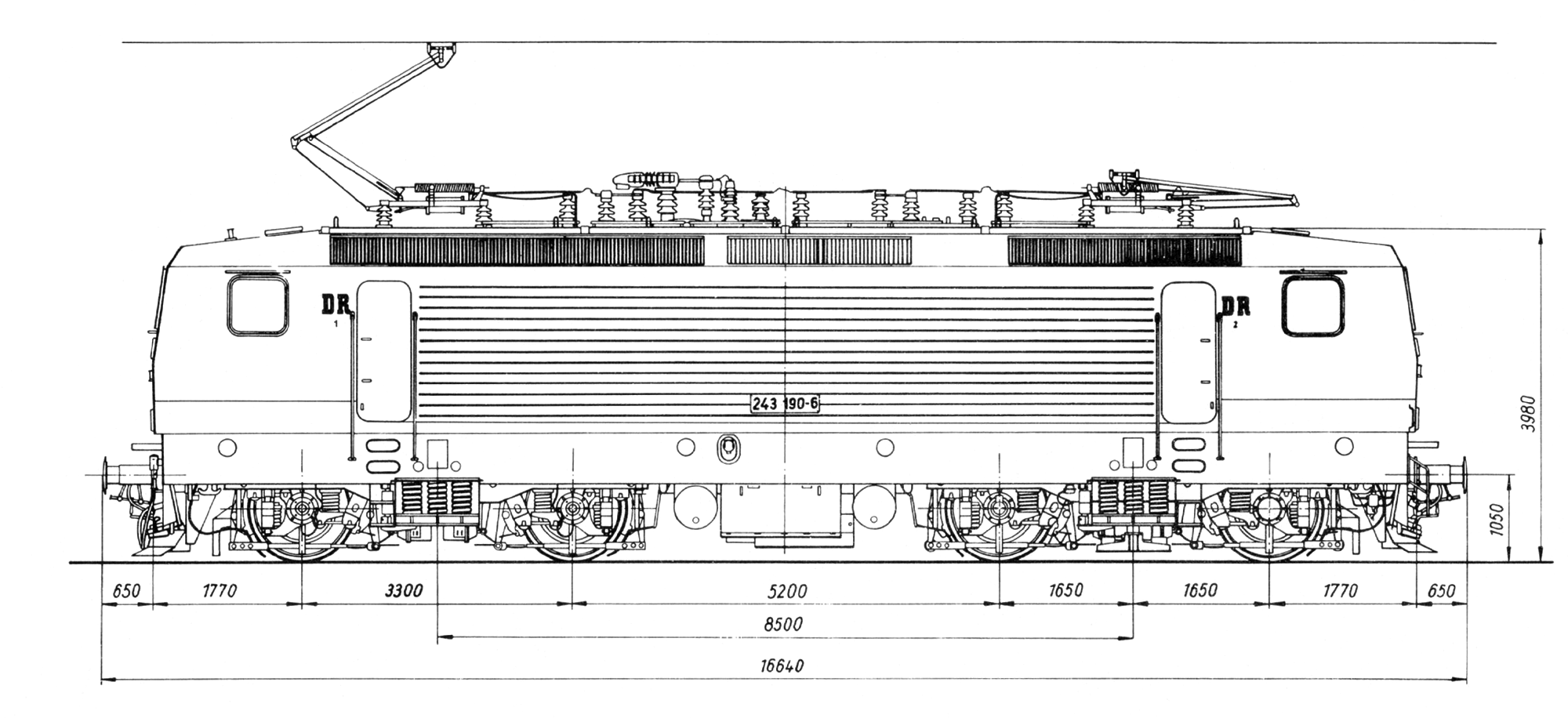
德国国营铁路的一张243 190-6号机车技术图纸

机车拥有两副双轮轴的转向架。为了清理轨道上小型杂物，机车的每个端面梁都安装有排障器。对于在高速时的平稳运行，则需要通过带有双纽线传动杆的导轴向装置和一个二阶段的螺旋弹簧一系悬挂实现。机车车体经由每副转向上的6组带有并联偏航阻尼器的灵活浮动螺旋弹簧进行支撑，枢轴销则被灵活安装在横向及纵向方向上。车身由主车架组成，在其上方是两端驾驶室和固定的侧壁，以及4个可拆卸以便于维护的车顶罩。机车车体采用的是自承式焊接结构。机车特有的外观是沿着侧壁铆合的皱褶。需要散热的部件（尤其是牵引电动机、制动电阻、晶闸管及主变压器）由风机通过车顶斜面的封闭管道输送外界空气。
每个轮轴都有自己的牵引电动机。轴承结构及动力传输通过德国国营铁路常用的锥状凸缘环传动装置两侧实现。143型机车和112/114型机车采用不同的齿轮传动比，并在车架和转向架间安装了额外的偏航阻尼器。电动机是基于155型机车进一步开发的，并可通过一个适配器进行交换，但这项功能从未使用。主变压器是电力机车常规的油冷三股变压器。牵引电动机的控制（单相串励电动机）通过高压侧的31级分级开关实现，其中28级是用作常规的速度级。通过晶闸管可以在速度级间进行无级切换，从而也允许进行无级功率调整。驾驶者的控制指令和设备的状态信息通过一个复杂的电子机柜执行，并藉由低速逻辑技术共同实现。
实际驾驶控制为标准化的半自动配置，需要由火车司机指定速度及最大牵引力。电子设备通过换接开关指令和电子制动对目标速度进行控制，并自行监控电动机电压、-电流、接触网电压以及发生偏向的轮轴转速差。为了避免达到目标速度后对行驶与制动的恒定变化开关造成磨损，驾驶者可以调用驾驶开关的4个子程序按钮，对电子设备进行“仅驱动”、“仅自动”或者完全/有条件的释放限制。在特殊情况下运作的是一个主控制器冗余的上下推杆控制器，主控制器在牵引动力集中式列车时将继续运作，虽然速度级同时也由上下推杆指令来调节。速度调节只有在驱动双层列车时有效。

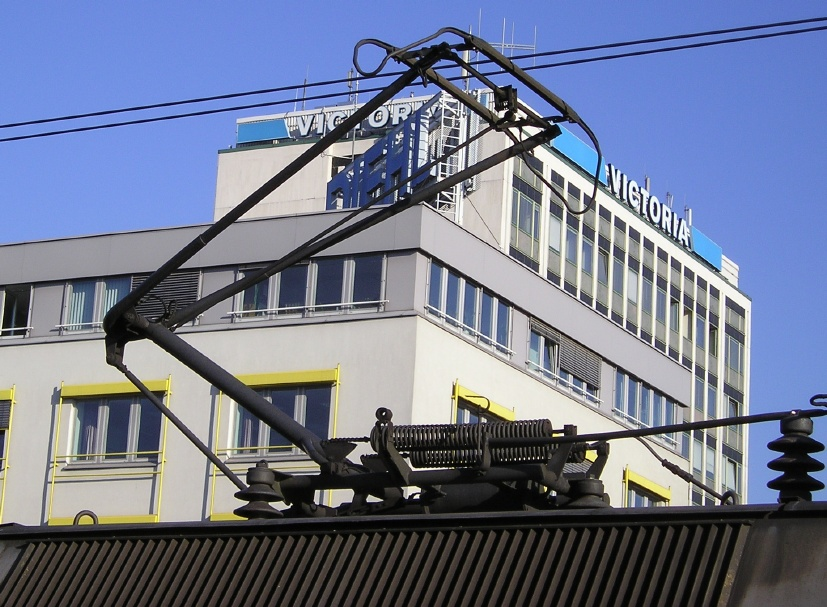
143型机车的受电弓

制动系统主要由一个间接的空气制动、一个直接的空气辅助制动和自动控制的电阻制动组成。在对列车进行调度和挂接时，还有直接作用的辅助制动可用。在制动阀进行正常制动时，会首先触发间接的空气制动。它们是依靠压力传感器的制动额定值来确定预设气流，若间接制动的电磁阀失效，机车便将尝试通过低磨损的电子制动实现。电子制动输送的功率是不够的，因此额定值的差额会自动经由空气辅助制动进行补偿。每个牵引电动机都有其自身的制动阻力，该系统是由一个晶闸管半桥电路来控制。电子制动是依赖于接触网运作的，也就是说，当电源总开关因电压过低而从接触网跳闸后，电子制动将无法工作。
在车顶上除了有首次批量运用于德国国营铁路机车中的单臂受电弓顶部分离器外，还设有电源总开关和用于列车无线电的天线。
符合人体工程学设计且隔离的驾驶室设有一个东德前所未见的空气调节设备。人体工程学及设计工作由哈勒工业设计大学（Hochschule für Industrielle Formgestaltung, Halle）完成，即如今的哈勒布尔格·吉比森施泰因艺术大学。

## 设备
由于近年来进行了大量改造，使得143型机车出现了种类繁多的变体。当然这些机车都配备了紧急列车停止装置（Sifa）及点状列车控制装置（PZB）。最初它们是使用前东德开发的PZ80型。中控门锁最初也未被安装。目前现存的版本可以被简化概括如下：
- 143-S：用于S-Bahn运输
- 143-R：用于区域客运
- 143-F：用于动力集中式列车、带有德国国营铁路双层车厢34针控制电路的变体
- 143-W：用于动力集中式列车，带有原银币车厢（n-型车厢（德语：n-Wagen））36针控制电路的变体

型号为I60R的点状列车控制装置在这期间已通过升级软件升级至PZB90型的功能状态，它们被安装在143-S型和部分143-R型机车上。最初的Pz80型点状列车控制装置则借助带有PZ80R电脑内核的升级包升级至PZB90型，用在部分143R型以及全部143-F型和-W型机车上。毕竟有30台143-R和所有112.1型机车都配备了LZB I80型线状列车控制装置，其软件已集成了PZB90的功能。
所有112型、114型及143型机车都通过德国国营铁路惯有的34针控制电路运用至常规的动力集中式列车服务。143.8型机车也依靠这种方式具备多单元列车控制功能。对于牵引带有现代化控制车的动力集中式列车，所有112型、114型、143-S型和143-R型机车还配备了复合时刻动力集中式列车控制设备（zeitmultiplexe Wendezugsteuerung，简称），其中唯一的特殊情况是143-S型，它们还配备了增强型多单元列车控制（Zusatz für Doppeltraktion，简称，简称）功能。
所有机车如今都配备一个0公里启动中控门锁（简称），这是中控门锁规定的最低标准。除了变体143-W型外，其它143系列的机车均设有一个复合频率列车控制设备（Frequenzmultiple Zugsteuerung，简称），它可以选择对某一侧的车门进行锁闭及监控，从而允许操纵者自行处理。变体143-S型同时还具有发车麦克风，如有必要可在站台对x-型车厢的外置扩音器进行控制及发送广播。变体143-R型可以通过加装使用一款技术化发车程序，它允许车长无需在车外观察发车状况。20台R型的变体则已加装了架桥紧急制动装置和电空制动装置。对于例如新造的美因茨铁路隧道和柏林南北隧道，这种两种制动装置都是列车运行的先决条件。
在旅客信息系统方面，所有机车都配备了电子目的地显示牌。目的地的设置在S型和W型变体中可直接在显示牌中完成，而其余机型的显示牌则是与总线兼容，因此它们也可以在列车控制车中进行设置。限定于R及F型变体以及少数S型机车使用的设备还包括由GPS控制的停站公告语音存储、以及与乘客车厢进行紧急呼叫的对讲连接。
用于电子运行图和限速的电脑装置适用于所有机型，并自2003年起使用。同样在2003年，所有机型都根据能源法案加装了电子能源消耗监测设备（elektronischen Energieverbrauchsmesseinrichtungen，简称）。渐渐地，两个系统将被联系在一起，因此驾驶者可以通过EBuLa显示屏读取能耗，然后遵循节能的驾驶风格达到最佳行驶线路。由Dako公司提供的防滑装置因故障率高企，143-R型及-S型现已改用克诺尔公司提供的防滑装置，后者同样支持由选择性制动时的轮轴侧滑保护功能。克诺尔的D2型驾驶员制动阀几乎被应用在所有的机车中，只有少量143型机车仍在使用Dako制动阀。与此相反的是Dako公司的辅助制动阀仍然普遍存在，但多数机车现在也已开始使用克诺尔的辅助制动阀。

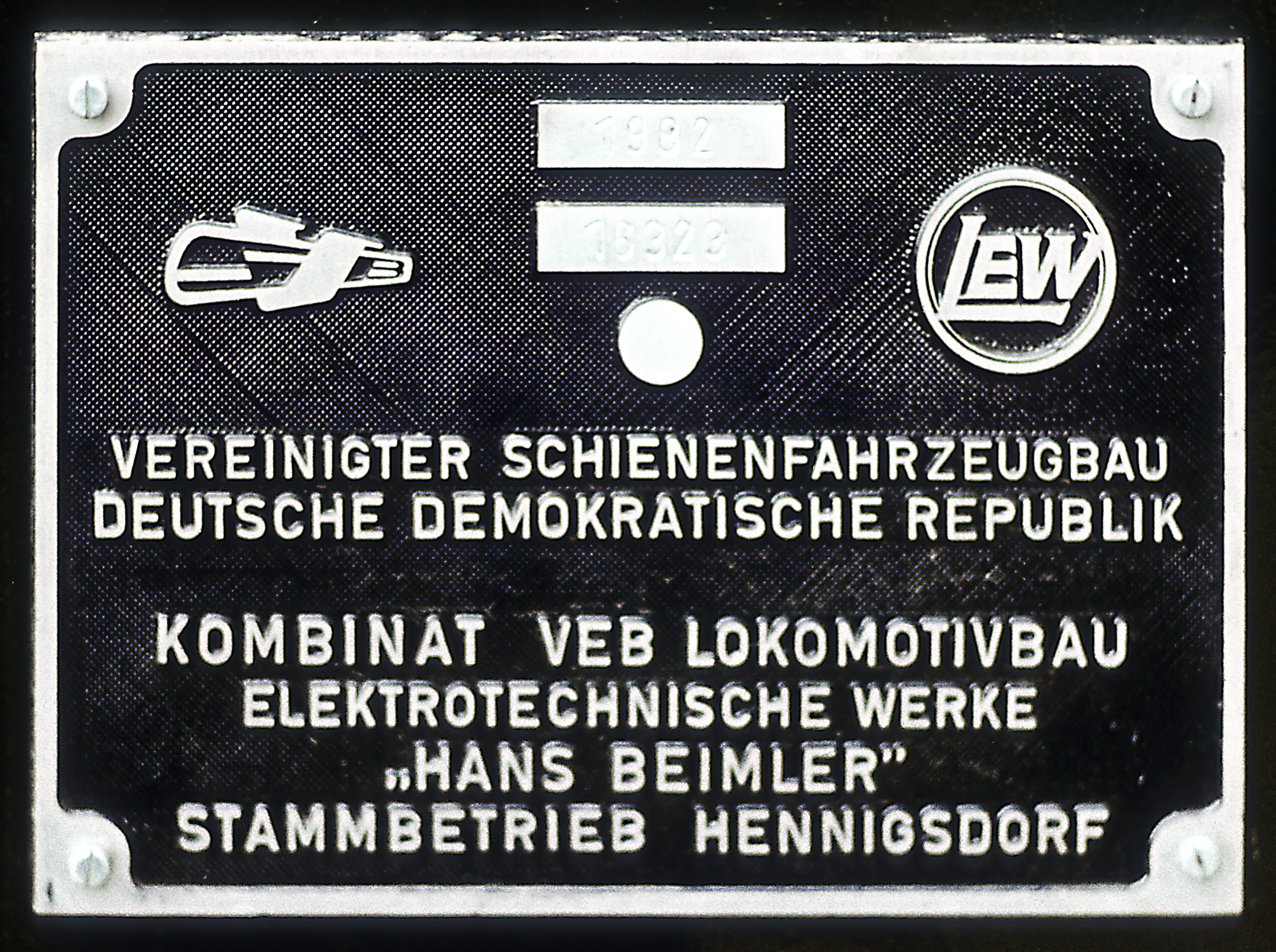
212 001号机车铭牌

112.1型机车自交付起便标配了LZB80型以及ZWS或ZDS型控制装置。允许操纵者自行处理的FMZ设备也同样存在，后期则补充了TB0的功能，以及非总线兼容的矩阵目的地显示牌。部分机车为了满足短途运输的要求而作出了调整，如今它们除了TAV外，还拥有一个由GPS控制、带有LED显示屏的旅客信息系统，以及与乘客车厢进行紧急呼叫的对讲连接设备。
而相比之下，143型、114型和112型机车则各搭载有一具现代化的、嵌入驾驶台的驾驶员制动阀及辅助制动阀。它们从一开始便标配NBÜ装置和适用于德国铁路系统的电空制动控制单元，其中部分机车现已根据国际铁路联盟（UIC）的541-5号标准将NBÜ和电空制动替换为独立的控制电路。
114型机车目前拥配备有ZWS/ZDS、FMZ/TAV和GPS车载电脑。制动阀由克诺尔生产，NBÜ装置及电空制动则是根据UIC541-5号标准安装。
两德统一后，机车外侧的全部带有亨尼希斯多夫电力机车厂标记的生产铭牌均被拆除。